# ماثيو هيوز (عداء موانع)
ماثيو هيوز هو عداء موانع ‏ كندي، ولد في 3 أغسطس 1989 في أوشاوا في كندا.

## وصلات خارجية
- ماثيو هيوز على موقع الاتحاد الدولي لألعاب القوى (الإنجليزية)
- ماثيو هيوز على موقع الاتحاد الكندي لألعاب القوى (الإنجليزية)
- ماثيو هيوز على موقع الدوري الماسي (الإنجليزية)
- ماثيو هيوز على موقع اللجنة الأولمبية الدولية (الإنجليزية)
- ماثيو هيوز على موقع أوليمبيديا (الإنجليزية)
- ماثيو هيوز على موقع اللجنة الأولمبية الكندية (الإنجليزية)
- ماثيو هيوز على موقع اتحاد ألعاب الكومنولث (مؤرشف) (الإنجليزية)